# 삼강오륜과 핑크레이디
《삼강오륜과 핑크레이디》는 2002년 1월 25일에 MBC에서 방영한 베스트극장이다.

## 등장 인물

### 주요 인물
- 김유석 : 정훈 역 - 고등학교 한문교사
- 윤지숙 : 순옥 역 - 칵테일 바 바텐더 안젤라

### 그 외 인물
- 김기현
- 최대웅
- 정호분
- 강상규
- 조명진 : 소희 역 - 순옥의 동료
- 주우